# جنر (دهانه)
جنر یک دهانه برخوردی در ماه‌ است.

## دهانه‌های اقماری
این دهانه ۳ دهانه اقماری دارد.
| Jenner | عرض جغرافیایی | طول جغرافیایی | قطر          |
| ------ | ------------- | ------------- | ------------ |
| Y      | ۳۸.۶° S       | ۹۴.۷° E       | ۲۹.۰ کیلومتر |
| X      | ۳۷.۴° S       | ۹۳.۷° E       | ۱۳.۰ کیلومتر |
| M      | ۴۶.۰° S       | ۹۵.۵° E       | ۱۱.۰ کیلومتر |